# USS LST-463
O USS LST-463 foi um navio de guerra norte-americano da classe LST que operou durante a Segunda Guerra Mundial.